# Microdochium phragmitis
Microdochium phragmitis är en svampart som beskrevs av Syd. 1924. Microdochium phragmitis ingår i släktet Microdochium, ordningen kolkärnsvampar, klassen Sordariomycetes, divisionen sporsäcksvampar och riket svampar.   Inga underarter finns listade i Catalogue of Life.